# Liste der italienischen Staatsarchive
Die Liste der italienischen Staatsarchive umfasst 100 Archive in Italien, die als Archivi di Stato bezeichnet werden. In jeder Provinzhauptstadt befindet sich ein Staatsarchiv (Archivio di Stato), hinzu kommen über 30 Nebenstellen (sezioni), die in historisch bedeutsamen Orten angesiedelt wurden. Alle Archive sind nach Regionen aufgeführt.
Abruzzen
- Archivio di  Stato dell’Aquila
- Archivio di Stato dell'Aquila. Sezione di Avezzano
- Archivio di Stato dell'Aquila. Sezione di Sulmona
- Archivio di Stato di Chieti
- Archivio di Stato di Chieti. Sezione di Lanciano
- Archivio di Stato di Pescara
- Archivio di Stato di Teramo

Apulien
- Archivio di Stato di Bari
- Archivio di Stato di Bari. Sezione di Barletta
- Archivio di Stato di Bari. Sezione di Trani
- Archivio di Stato di Brindisi
- Archivio di Stato di Foggia
- Archivio di Stato di Foggia. Sezione di Lucera
- Archivio di Stato di Lecce
- Archivio di Stato di Taranto

Basilicata
- Archivio di Stato di Matera
- Archivio di Stato di Potenza

Emilia-Romagna
- Archivio di Stato di Bologna
- Archivio di Stato di Bologna. Sezione di Imola
- Archivio di Stato di Ferrara
- Archivio di Stato di Forlì
- Archivio di Stato di Forlì. Sezione di Cesena
- Archivio di Stato di Modena
- Archivio di Stato di Parma
- Archivio di Stato di Piacenza
- Archivio di Stato di Ravenna
- Archivio di Stato di Ravenna. Sezione di Faenza
- Archivio di Stato di Reggio Emilia
- Archivio di Stato di Rimini

Friaul-Julisch Venetien
- Archivio di Stato di Gorizia
- Archivio di Stato di Pordenone
- Archivio di Stato di Trieste
- Archivio di Stato di Udine

Kalabrien
- Archivio di Stato di Catanzaro
- Archivio di Stato di Catanzaro. Sezione di Lamezia Terme
- Archivio di Stato di Cosenza
- Archivio di Stato di Cosenza. Sezione di Castrovillari
- Archivio di Stato di Reggio Calabria
- Archivio di Stato di Reggio Calabria. Sezione di Locri
- Archivio di Stato di Reggio Calabria. Sezione di Palmi
- Archivio di Stato di Vibo Valentia

Kampanien
- Archivio di Stato di Avellino
- Archivio di Stato di Benevento
- Archivio di Stato di Caserta
- Archivio di Stato di Napoli
- Archivio di Stato di Salerno

Latium
- Archivio di Stato di Frosinone
- Archivio di Stato di Frosinone. Sezione di Anagni-Guarcino
- Archivio di Stato di Latina
- Archivio di Stato di Rieti
- Archivio di Stato di Roma
- Archivio di Stato di Viterbo

Ligurien
- Archivio di Stato di Genova
- Archivio di Stato di Imperia
- Archivio di Stato di Imperia. Sezione di San Remo
- Archivio di Stato di Imperia. Sezione di Ventimiglia
- Archivio di Stato di La Spezia
- Archivio di Stato di Savona

Lombardei
- Archivio di Stato di Bergamo
- Archivio di Stato di Brescia
- Archivio di Stato di Como
- Archivio di Stato di Cremona
- Archivio di Stato di Mantova
- Archivio di Stato di Milano
- Archivio di Stato di Pavia
- Archivio di Stato di Sondrio
- Archivio di Stato di Varese

Marken
- Archivio di Stato di Ancona
- Archivio di Stato di Ascoli Piceno
- Archivio di Stato di Fermo
- Archivio di Stato di Macerata
- Archivio di Stato di Macerata. Sezione di Camerino
- Archivio di Stato di Pesaro
- Archivio di Stato di Pesaro. Sezione di Fano
- Archivio di Stato di Pesaro. Sezione di Urbino

Molise
- Archivio di Stato di Campobasso
- Archivio di Stato di Isernia

Piemont
- Archivio di Stato di Alessandria
- Archivio di Stato di Asti
- Archivio di Stato di Biella
- Archivio di Stato di Cuneo
- Archivio di Stato di Novara
- Archivio di Stato di Torino
- Archivio di Stato di Verbania
- Archivio di Stato di Vercelli
- Archivio di Stato di Vercelli. Sezione di Varallo

Sardinien
- Archivio di Stato di Cagliari
- Archivio di Stato di Nuoro
- Archivio di Stato di Oristano
- Archivio di Stato di Sassari

Sizilien
- Archivio di Stato di Agrigento
- Archivio di Stato di Agrigento. Sezione di Sciacca
- Archivio di Stato di Caltanissetta
- Archivio di Stato di Catania
- Archivio di Stato di Catania. Sezione di Caltagirone
- Archivio di Stato di Enna
- Archivio di Stato di Messina
- Archivio di Stato di Palermo
- Archivio di Stato di Palermo. Sezione di Termini Imerese
- Archivio di Stato di Ragusa
- Archivio di Stato di Ragusa. Sezione di Modica
- Archivio di Stato di Siracusa
- Archivio di Stato di Siracusa. Sezione di Noto
- Archivio di Stato di Trapani

Toskana
- Archivio di Stato di Arezzo
- Archivio di Stato di Firenze
- Archivio di Stato di Grosseto
- Archivio di Stato di Livorno
- Archivio di Stato di Lucca
- Archivio di Stato di Massa
- Archivio di Stato di Massa. Sezione di Pontremoli
- Archivio di Stato di Pisa
- Archivio di Stato di Pistoia
- Archivio di Stato di Pistoia. Sezione di Pescia
- Archivio di Stato di Prato

- Archivio di Stato di Siena

Trentino-Südtirol

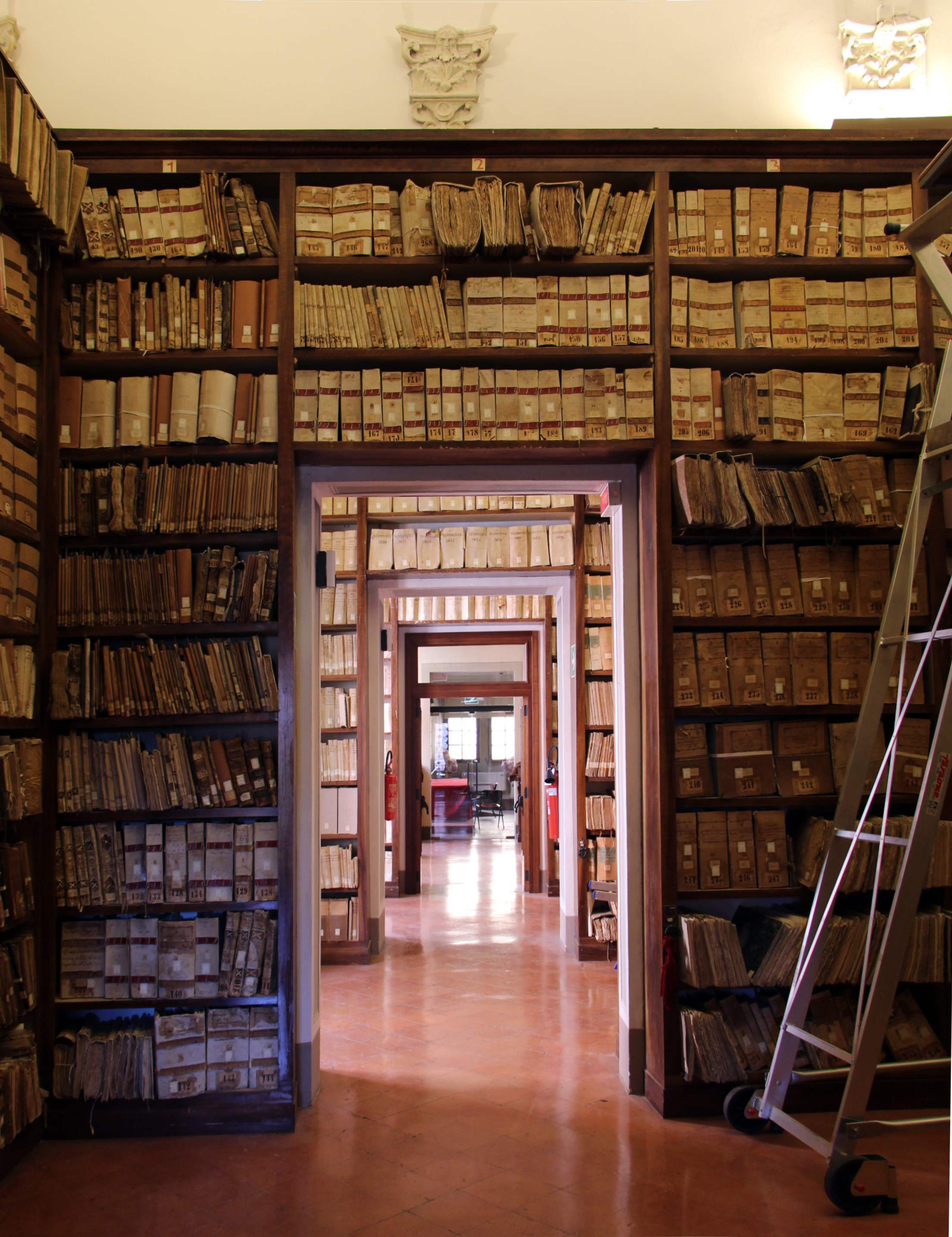
Blick in das Staatsarchiv Siena

- Archivio di Stato di Bolzano/Staatsarchiv Bozen
- Archivio di Stato di Trento

Umbrien
- Archivio di Stato di Perugia
- Archivio di Stato di Perugia. Sezione di Assisi
- Archivio di Stato di Perugia. Sezione di Foligno
- Archivio di Stato di Perugia. Sezione di Gubbio
- Archivio di Stato di Perugia. Sezione di Spoleto
- Archivio di Stato di Terni
- Archivio di Stato di Terni. Sezione di Orvieto

Venetien
- Archivio di Stato di Belluno
- Archivio di Stato di Padova
- Archivio di Stato di Rovigo
- Archivio di Stato di Treviso
- Archivio di Stato di Venezia
- Archivio di Stato di Verona
- Archivio di Stato di Vicenza
- Archivio di Stato di Vicenza. Sezione di Bassano del Grappa

Archivwürdige Unterlagen nationaler Behörden, die nicht von den oben genannten Staatsarchiven verwahrt werden, fallen in den Zuständigkeitsbereich des Archivio Centrale dello Stato in Rom. Ausnahmen sind die Ämter des Staatspräsidenten und des Ministerpräsidenten, die Abgeordnetenkammer und der Senat, das Verfassungsgericht sowie das Außen- und das Verteidigungsministerium, die eigene Archive unterhalten.